# Galloperdix
Galloperdix és un gènere d'ocells de la subfamília dels perdicins (Perdicinae), dins la família dels fasiànids (Phasianidae). Aquestes perdius viuen en diferents hàbitats de la Península indostànica i Sri Lanka.

## Llistat d'espècies
S'han descrit tres espècies dins aquest gènere:
- perdiu d'esperons de Sri Lanka (Galloperdix bicalcarata).
- perdiu d'esperons pigallada (Galloperdix lunulata).
- perdiu d'esperons roja (Galloperdix spadicea).